# M-500
La M-500 es una carretera de la Red Principal (Comunidad de Madrid) de la Comunidad de Madrid (España) cuyo trayecto transcurre por la ciudad de Madrid. Es conocida tradicionalmente como la carretera de Castilla.

## Historia
Hasta 1933, su trazado constituyó la  primera parte de la Carretera de Castilla o Carretera Madrid-Valladolid. Tras abandonar la capital en la trasera del Palacio Nacional (hoy Palacio Real), la carretera seguía el trazado de lo que hoy es la Avenida de Valladolid y proseguía hacia la capital de Castilla la Vieja por el pueblo de Aravaca.
En 1933, el Gobierno inauguró una variante de la Madrid-Valladolid para ampliar la capacidad de la carretera. Esta nueva variante, que perdura en la actualidad como acceso noroeste principal de la ciudad y que forma parte de la A-6, circunvalaba Aravaca y permitía un acceso más fluido y rápido a Madrid. Las obras de la variante habían empezado en 1910, más de 20 años antes, con la construcción de lo que hoy es la Gran Vía, y perseguían evitar el estrecho trazado a través de la zona del Puente de los Franceses. 
Tras la reforma de 1941, el tramo antiguo de la Carretera de Castilla es renombrado como N-VIa, para diferenciarlo de la nueva N-VI que discurría más al norte. En las siguientes décadas, el tramo más cercano al centro de la capital sería transferido a la ciudad de Madrid, siendo renombrado como Avenida de Valladolid, mientras que el tramo más lejano de la N-VIa fue transferido en el año 1986 a la Comunidad de Madrid, que lo catalogó como M-500, dentro de la Red de Carreteras de la Comunidad de Madrid.
En el año 1967, la carretera de Castilla se amplió la anchura de que originalmente era de 7 metros y ampliaron a 12 metros de la calzada para la mejora de la red viaria a la variante de la carretera de La Coruña. No hasta el año 1988, duplicó la capacidad de la carretera con el primer tramo entre el Puente de los Franceses y la autovía M-503 a Pozuelo de Alarcón. El segundo tramo, desde la M-503 hasta la A-6 en El Plantío, se abrió finalmente en el año 1991. Incluyendo el nuevo puente de que esta al lado del puente viario original, que se terminó de construirse en el año 1990 como la mejora de la ampliación de la circunvalación M-30, desde el Puente de Segovia hasta la carretera de El Pardo (con la reforma del Paseo de Marqués de Monistrol, actualmente desaparecido por el soterramiento de una parte de la M-30).

## Tramos
| Denominación | Tramo | km      | Año servicio                                                                            |
| ------------ | --- | ------- | --------------------------------------------------------------------------------------- |
| M-500        | Aravaca (Madrid) A-6 - Casa de Campo M-503 Tramo original Remodelación Tramo (autovía)                                              | 1,5 1,5 | 1 carril por sentido: 1933 1 carril por sentido: 1967 2 carriles por sentido: 1991      |
| M-500        | Casa de Campo M-503 - Puente de los Franceses M-30 Tramo original Remodelación Tramo (autovía) Nudo de Puente de los Franceses M-30 | 3,2 0,3 | 1 carril por sentido: 1933 1 carril por sentido: 1967 2 carriles por sentido: 1988 1990 |

## Características

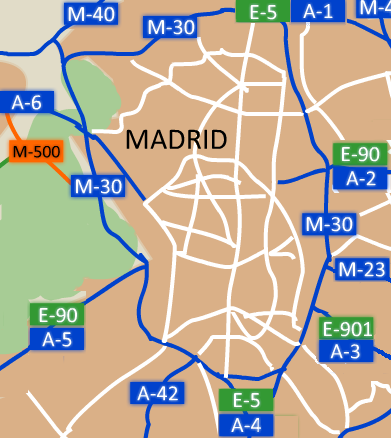
Mapa del trazado de la vía en la ciudad de Madrid

Cuenta con cuatro carriles y comunica el nudo del Puente de los Franceses con el kilómetro 9 de la Autovía del Noroeste (A-6), en el distrito de Moncloa-Aravaca, en la ciudad de Madrid. Su trazado discurre entre los terrenos boscosos de la Casa de Campo y el Club de Campo Villa de Madrid.
Según datos de 2014, es una de las vías interurbanas gestionadas por la Comunidad de Madrid con más tráfico, registrando una intensidad media diaria de 54.982 vehículos al día. Se trata de una vía que presenta un gran nivel de congestión de tráfico en hora punta. El 9,6 % del total del tráfico se corresponde con la circulación de vehículos pesados.
Se encuentra duplicada la calzada en todo su recorrido, si bien no reúne las características de autopista ni de autovía al existir puntos donde no es posible el vallado perimetral de la carretera. Su velocidad máxima para turismos ligeros está limitada, genéricamente, a 90 km/h.